# Coufouleux
Pour les articles homonymes, voir Couffouleux (homonymie).
Couffouleux redirige ici.
Coufouleux ou Couffouleux est une commune française située dans le département du Tarn, en région Occitanie. Sur le plan historique et culturel, la commune est dans le Gaillacois, un pays qui doit sa notoriété à la qualité de ses vins.
Exposée à un climat océanique altéré, elle est drainée par l'Agout, le Tarn, le Rieu Vergnet, le ruisseau de Ginibré, le ruisseau de la Saudrone, le ruisseau Tort et par divers autres petits cours d'eau. La commune possède un patrimoine naturel remarquable : un site Natura 2000 (Les « vallées du Tarn, de l'Aveyron, du Viaur, de l'Agout et du Gijou ») et trois zones naturelles d'intérêt écologique, faunistique et floristique.
Coufouleux est une commune urbaine qui compte 3 041 habitants en 2022, après avoir connu une forte hausse de la population depuis 1962. Elle est dans l'agglomération de Rabastens et fait partie de l'aire d'attraction de Toulouse. Ses habitants sont appelés les Coufouléens ou  Coufouléennes.

## Géographie
Commune de l'aire d'attraction de Toulouse située dans l'unité urbaine de Rabastens, entre Lisle-sur-Tarn et Saint-Sulpice-la-Pointe.

### Communes limitrophes
Coufouleux est limitrophe de six autres communes.
Les communes limitrophes sont  Giroussens, Loupiac, Rabastens, Saint-Lieux-lès-Lavaur et Saint-Sulpice-la-Pointe.
| Rabastens               |                        | Loupiac            |
|                         | Coufouleux             | Parisot (sur 50 m) |
| Saint-Sulpice-la-Pointe | Saint-Lieux-lès-Lavaur | Giroussens         |

### Lieux-dits ou hameaux
Cinq hameaux se trouvent sur le territoire communal : Saint-Pierre-de-Bracou, Sainte-Quitterie, Saint-Victor, Saint-Waast, Le Séquestre.

### Géologie
La superficie de la commune est de 2 716 hectares ; son altitude varie de 96  à   148 mètres.

### Hydrographie

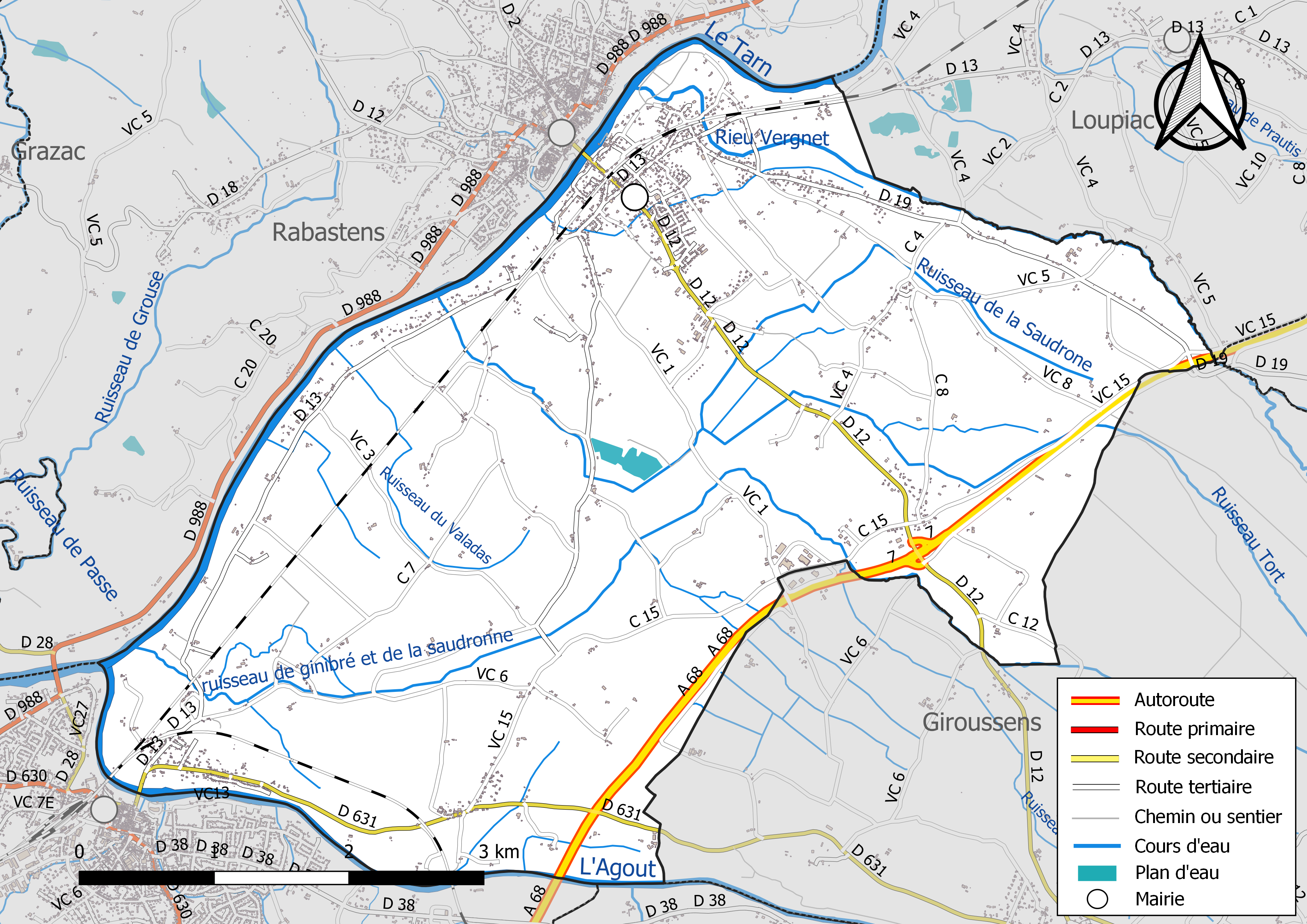
Réseaux hydrographique et routier de Coufouleux.

La commune est dans le bassin de la Garonne, au sein du bassin hydrographique Adour-Garonne. Elle est drainée par l'Agout, le Tarn, le Rieu Vergnet, le ruisseau de Ginibré, le ruisseau de la Saudrone, le ruisseau Tort, le ruisseau du Valadas et par divers petits cours d'eau, qui constituent un réseau hydrographique de 43 km de longueur totale,.
L'Agout, d'une longueur totale de 194,4 km, prend sa source dans la commune de Cambon-et-Salvergues et s'écoule d'est en ouest. Il traverse la commune et se jette dans le Tarn à Saint-Sulpice-la-Pointe, après avoir traversé 35 communes.
Le Tarn, d'une longueur totale de 380 km, prend sa source sur le mont Lozère, dans le nord de la commune du Pont de Montvert - Sud Mont Lozère en Lozère, et se jette dans la Garonne à Saint-Nicolas-de-la-Grave, en Tarn-et-Garonne.
Le Rieu Vergnet, d'une longueur totale de 11,4 km, prend sa source dans la commune de Parisot et s'écoule du sud-est vers le nord-ouest. Il traverse la commune et se jette dans le Tarn sur le territoire communal, après avoir traversé 4 communes.

### Climat
Pour des articles plus généraux, voir Climat de l'Occitanie et Climat du Tarn.
En 2010, le climat de la commune est de type climat du Bassin du Sud-Ouest, selon une étude du Centre national de la recherche scientifique s'appuyant sur une série de données couvrant la période 1971-2000. En 2020, Météo-France publie une typologie des climats de la France métropolitaine dans laquelle la commune est exposée à un climat océanique altéré et est dans la région climatique Aquitaine, Gascogne, caractérisée par une pluviométrie abondante au printemps, modérée en automne, un faible ensoleillement au printemps, un été chaud (19,5 °C), des vents faibles, des brouillards fréquents en automne et en hiver et des orages fréquents en été (15 à 20 jours).
Pour la période 1971-2000, la température annuelle moyenne est de 13,6 °C, avec une amplitude thermique annuelle de 16,2 °C. Le cumul annuel moyen de précipitations est de 747 mm, avec 10,6 jours de précipitations en janvier et 5,3 jours en juillet. Pour la période 1991-2020, la température moyenne annuelle observée sur la station météorologique de Météo-France la plus proche, « Lavaur », sur la commune de Lavaur à 15 km à vol d'oiseau, est de 13,6 °C et le cumul annuel moyen de précipitations est de 701,8 mm. 
La température maximale relevée sur cette station est de 42,6 °C, atteinte le 23 août 2023 ; la température minimale est de −18 °C, atteinte le 17 janvier 1987,,.
Les paramètres climatiques de la commune ont été estimés pour le milieu du siècle (2041-2070) selon différents scénarios d'émission de gaz à effet de serre à partir des nouvelles projections climatiques de référence DRIAS-2020. Ils sont consultables sur un site dédié publié par Météo-France en novembre 2022.

### Milieux naturels et biodiversité

#### Réseau Natura 2000

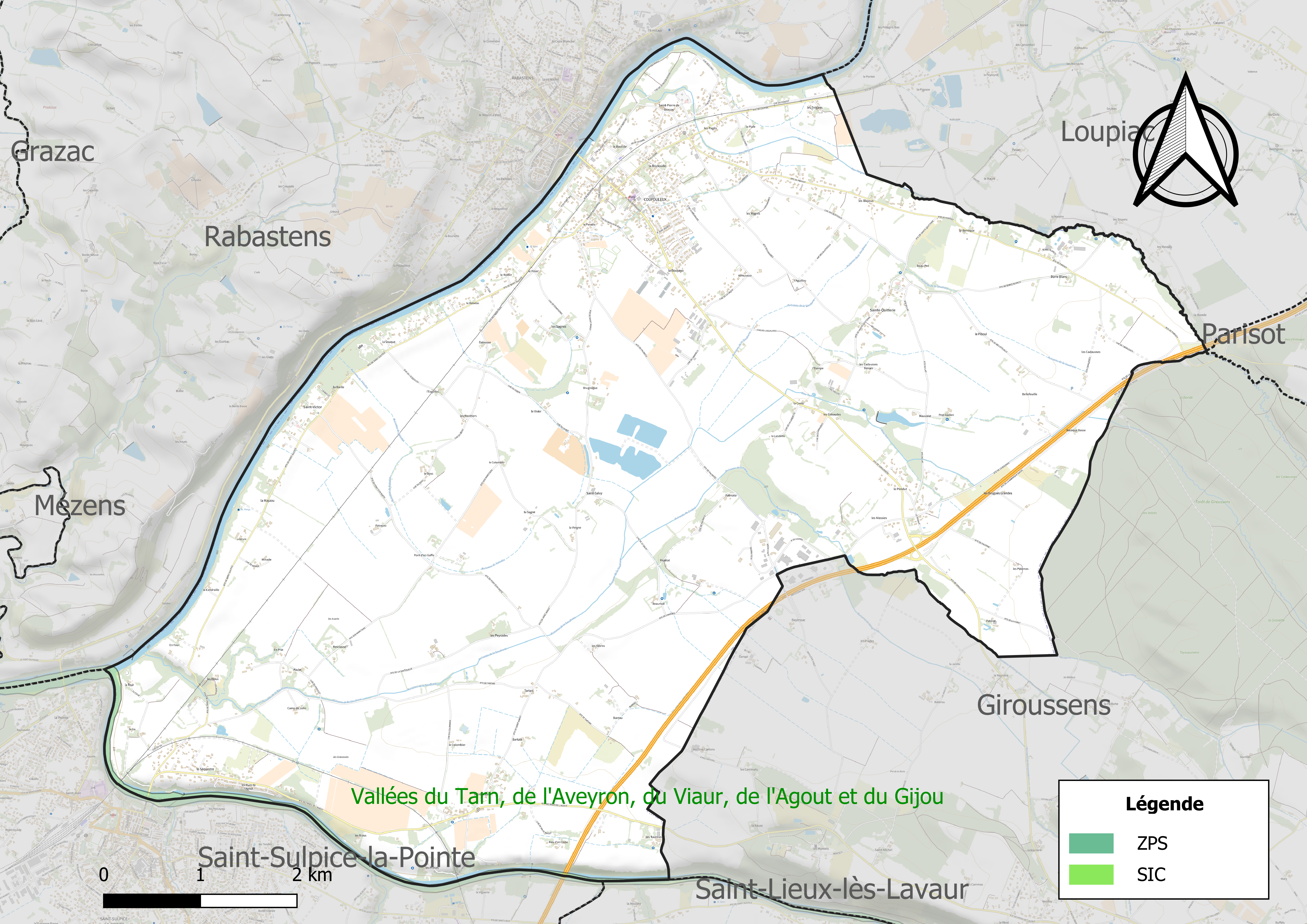
Site Natura 2000 sur le territoire communal.

Le réseau Natura 2000 est un réseau écologique européen de sites naturels d'intérêt écologique élaboré à partir des directives habitats et oiseaux, constitué de zones spéciales de conservation (ZSC) et de zones de protection spéciale (ZPS).
Un site Natura 2000 a été défini sur la commune au titre de la directive habitats : Les « vallées du Tarn, de l'Aveyron, du Viaur, de l'Agout et du Gijou », d'une superficie de 17 144 ha, s'étendant sur 136 communes dont 41 dans l'Aveyron, 8 en Haute-Garonne, 50 dans le Tarn et 37 dans le Tarn-et-Garonne. Elles présentent une très grande diversité d'habitats et d'espèces dans ce vaste réseau de cours d'eau et de gorges. La présence de la Loutre d'Europe et de la moule perlière d'eau douce est également d'un intérêt majeur.

#### Zones naturelles d'intérêt écologique, faunistique et floristique
L’inventaire des zones naturelles d'intérêt écologique, faunistique et floristique (ZNIEFF) a pour objectif de réaliser une couverture des zones les plus intéressantes sur le plan écologique, essentiellement dans la perspective d’améliorer la connaissance du patrimoine naturel national et de fournir aux différents décideurs un outil d’aide à la prise en compte de l’environnement dans l’aménagement du territoire.
Une ZNIEFF de type 1 est recensée sur la commune :
la « forêt de Giroussens » (761 ha), couvrant 3 communes du département et deux ZNIEFF de type 2, : 
- la « basse vallée du Tarn » (3 623 ha), couvrant 49 communes dont huit dans la Haute-Garonne, 20 dans le Tarn et 21 dans le Tarn-et-Garonne[20] ;
- les « rivières Agoût et Tarn de Burlats à Buzet-sur-Tarn » (1 364 ha), couvrant 24 communes du département[21].

Carte des ZNIEFF de type 1 et 2 à Coufouleux.
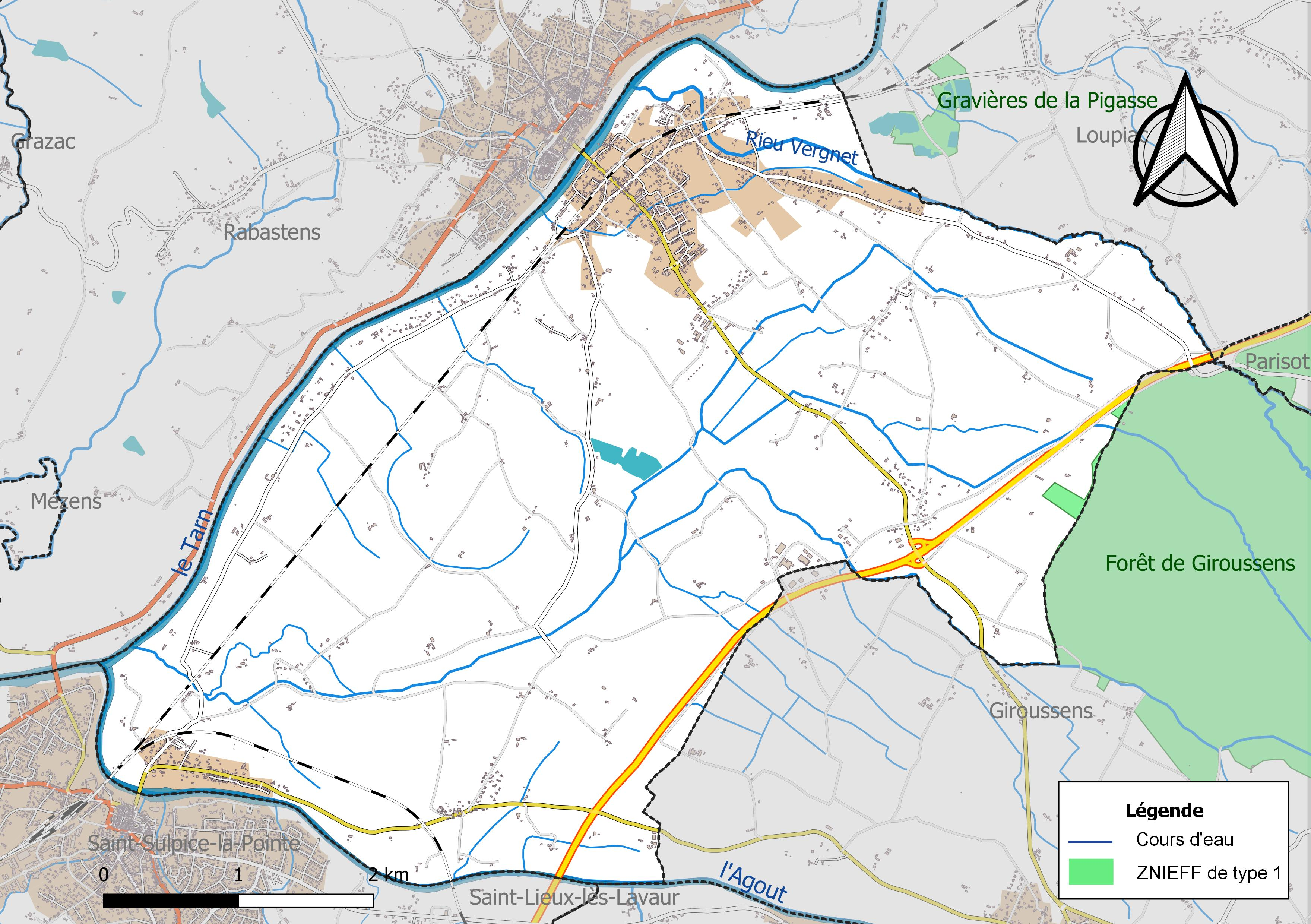
Carte de la ZNIEFF de type 1 sur la commune.
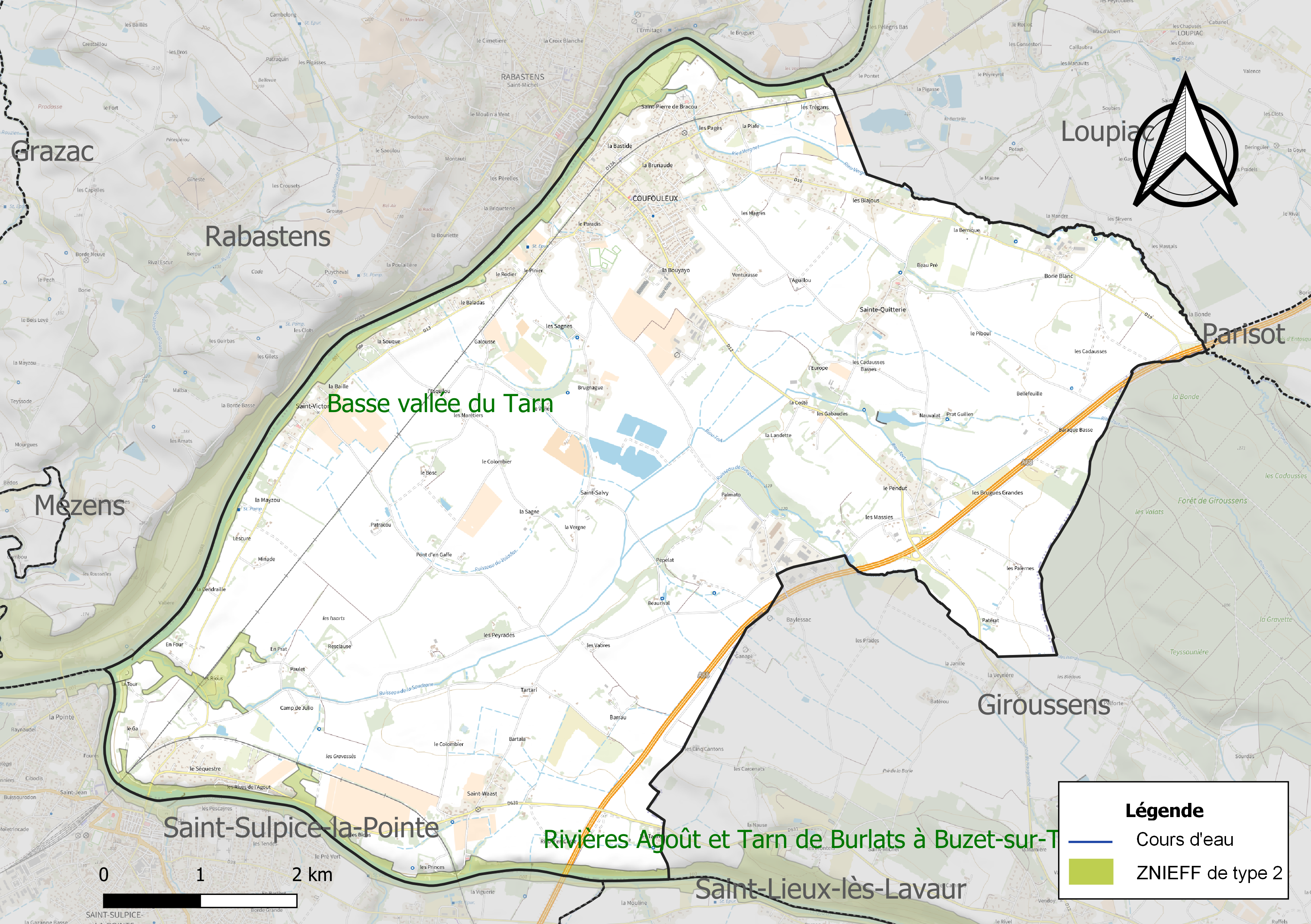
Carte des ZNIEFF de type 2 sur la commune.

## Urbanisme

### Typologie
Au 1er janvier 2024, Coufouleux est catégorisée petite ville, selon la nouvelle grille communale de densité à sept niveaux définie par l'Insee en 2022.
Elle appartient à l'unité urbaine de Rabastens, une agglomération intra-départementale regroupant deux  communes, dont elle est une commune de la banlieue,,. Par ailleurs la commune fait partie de l'aire d'attraction de Toulouse, dont elle est une commune de la couronne,. Cette aire, qui regroupe 527 communes, est catégorisée dans les aires de 700 000 habitants ou plus (hors Paris),.

### Occupation des sols
L'occupation des sols de la commune, telle qu'elle ressort de la base de données européenne d’occupation biophysique des sols Corine Land Cover (CLC), est marquée par l'importance des territoires agricoles (91,3 % en 2018), en diminution par rapport à 1990 (94,5 %). La répartition détaillée en 2018 est la suivante : 
terres arables (63,9 %), zones agricoles hétérogènes (19,9 %), zones urbanisées (7 %), prairies (6,5 %), eaux continentales (1,6 %), cultures permanentes (1,1 %), forêts (0,1 %). L'évolution de l’occupation des sols de la commune et de ses infrastructures peut être observée sur les différentes représentations cartographiques du territoire : la carte de Cassini (XVIIIe siècle), la carte d'état-major (1820-1866) et les cartes ou photos aériennes de l'IGN pour la période actuelle (1950 à aujourd'hui).

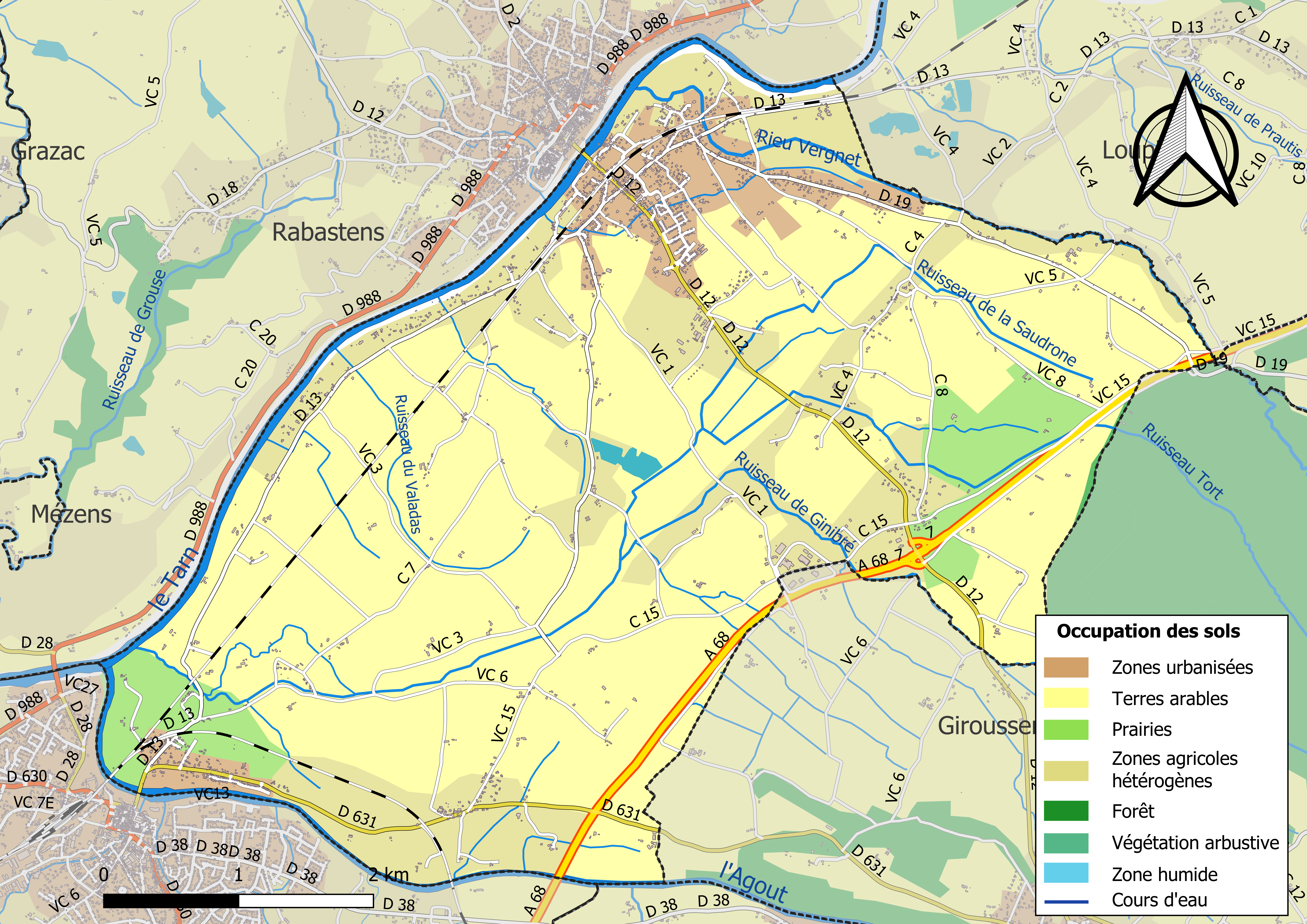
Carte des infrastructures et de l'occupation des sols de la commune en 2018 (CLC).

### Voies de communication et transports
Accès avec l'autoroute A68 et la Route nationale 88 ainsi qu'avec le réseau Tarn'bus.
La commune est desservie par la gare ferroviaire de Rabastens - Coufouleux sur la ligne de Brive-la-Gaillarde à Toulouse-Matabiau via Capdenac.

### Risques majeurs
Le territoire de la commune de Coufouleux est vulnérable à différents aléas naturels : météorologiques (tempête, orage, neige, grand froid, canicule ou sécheresse), inondations, mouvements de terrains et séisme (sismicité très faible). Il est également exposé à deux risques technologiques,  le transport de matières dangereuses et la rupture d'un barrage. Un site publié par le BRGM permet d'évaluer simplement et rapidement les risques d'un bien localisé soit par son adresse soit par le numéro de sa parcelle.

#### Risques naturels
Certaines parties du territoire communal sont susceptibles d’être affectées par le risque d’inondation par débordement de cours d'eau, notamment le Tarn, l'Agout et le Rieu Vergnet. La cartographie des zones inondables en ex-Midi-Pyrénées réalisée dans le cadre du XIe Contrat de plan État-région, visant à informer les citoyens et les décideurs sur le risque d’inondation, est accessible sur le site de la DREAL Occitanie. La commune a été reconnue en état de catastrophe naturelle au titre des dommages causés par les inondations et coulées de boue survenues en 1982, 1988, 1992, 1994, 1996, 1999, 2003 et 2014,.
Coufouleux est exposée au risque de feu de forêt. En 2022, il n'existe pas de Plan de Prévention des Risques incendie de forêt (PPRif). Le débroussaillement aux abords des maisons constitue l’une des meilleures protections pour les particuliers contre le feu,.

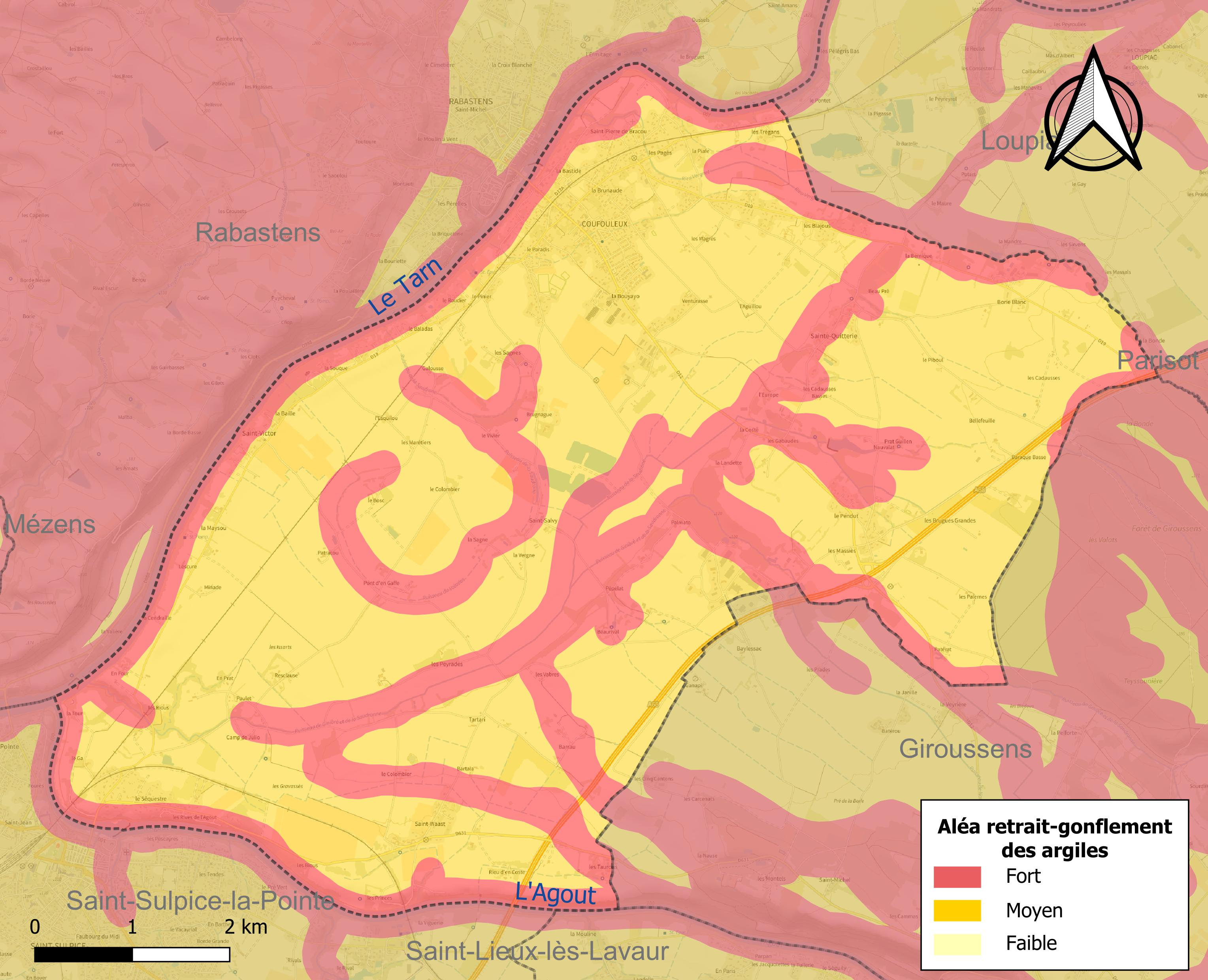
Carte des zones d'aléa retrait-gonflement des sols argileux de Coufouleux.

La commune est vulnérable au risque de mouvements de terrains constitué principalement du retrait-gonflement des sols argileux. Cet aléa est susceptible d'engendrer des dommages importants aux bâtiments en cas d’alternance de périodes de sécheresse et de pluie. La totalité de la commune est en aléa moyen ou fort (76,3 % au niveau départemental et 48,5 % au niveau national). Sur les 1 137 bâtiments dénombrés sur la commune en 2019, 1 137 sont en aléa moyen ou fort, soit 100 %, à comparer aux 90 % au niveau départemental et 54 % au niveau national. Une cartographie de l'exposition du territoire national au retrait gonflement des sols argileux est disponible sur le site du BRGM,.
Par ailleurs, afin de mieux appréhender le risque d’affaissement de terrain, l'inventaire national des cavités souterraines permet de localiser celles situées sur la commune.

#### Risques technologiques
Le risque de transport de matières dangereuses sur la commune est lié à sa traversée par des infrastructures routières ou ferroviaires importantes ou la présence d'une canalisation de transport d'hydrocarbures. Un accident se produisant sur de telles infrastructures est susceptible d’avoir des effets graves sur les biens, les personnes ou l'environnement, selon la nature du matériau transporté. Des dispositions d’urbanisme peuvent être préconisées en conséquence.
La commune est en outre située en aval d'un barrage de classe A. À ce titre elle est susceptible d’être touchée par l’onde de submersion consécutive à la rupture de cet ouvrage.

## Toponymie
Couffouleux/Coufouleux est un hydronyme issu du nom latin confluens (confluent) qui a donné en 1037, à l'endroit de l'ancien camp romain, confolencio désignant une tour sur une butte au confluent de l'Agout et du Tarn puis le port aménagé à ce confluent, habitat ensuite déporté de six kilomètres en amont de la rive gauche du Tarn.
Évolutions du nom :
- 1219 Cofoleus
- 1224 Cofolenz
- 1391 Coffolenchis
- 1664 Coffoleaux[36]

En 1700 jusqu'au début du XIXe siècle, Couffoleux est encore écrit avec deux f mais apparemment après une erreur administrative le nom devient Coufouleux l'usage local gardant Couffouleux.
Les deux f sont confirmés lors d'une délibération municipale le 28 mars 1988 puis du Conseil général en 1988. Ces délibérations ne sont pas validées par le conseil d'État mais l'usage local persistant les deux écritures se retrouvent sur la signalétique et documents divers.

## Histoire
Son histoire est étroitement liée avec celle de Rabastens.

### Gentilé
Les habitants de Coufouleux sont les Coufoulésiens, après un changement du gentilé Coufouléen en 2006.

### Héraldique
| Coufouleux | Son blasonnement est : D'azur au pairle ondé d'argent, accompagné en chef d'une billette du même, à dextre d'une fleur de lys d'or et à senestre d'une croisette cléchée, vidée et pommetée de douze pièces du même. |

## Politique et administration

### Administration municipale
Le nombre d'habitants au recensement de 2011 étant compris entre 2 500 habitants et 3 499 habitants, le nombre de membres du conseil municipal pour l'élection de 2014 est de vingt trois,.

### Rattachements administratifs et électoraux
Commune faisant partie depuis le 1er janvier 2017 de Gaillac Graulhet Agglo ancienne communauté d'agglomération du Rabastinois - Tarn et Dadou - Vère Grésigne et Pays Salvagnacois et du canton des Portes du Tarn (avant le redécoupage départemental de 2014, Coufouleux faisait partie de l'ex-canton de Rabastens) et de la communauté de communes du Pays rabastinois jusqu'au 1er janvier 2017.

### Liste des maires
| Période                                  | Période   | Identité                    | Étiquette | Qualité |
| ---------------------------------------- | --------- | --------------------------- | --------- | --- |
| 1944                                     | 1953      | Lézin Coustet               |           | |
| mai 1953                                 | mars 1959 | Pierre Laurens              |           | |
| mars 1959                                | mars 2001 | Hervé Le Rouge de Guerdavid | DVD       | Agriculteur Conseiller général du canton de Rabastens (1988 → 2001) |
| mars 2001                                | mars 2014 | Pierre Verdier              | DVG       | Directeur de la Fédération régionale des offices de tourisme Conseiller général du canton de Rabastens (2008 → 2015)                                                                                    |
| mars 2014                                | En cours  | Olivier Damez               | DVG       | Retraité 10e vice-président de Gaillac Graulhet Agglo (2017 → 2020) 6e vice-président de Gaillac Graulhet Agglo (2020 → ) Réélu pour le mandat 2020-2026 Conseiller départemental suppléant depuis 2021 |
| Les données manquantes sont à compléter. |           |                             |           | |

## Démographie
L'évolution du nombre d'habitants est connue à travers les recensements de la population effectués dans la commune depuis 1793. Pour les communes de moins de 10 000 habitants, une enquête de recensement portant sur toute la population est réalisée tous les cinq ans, les populations de référence des années intermédiaires étant quant à elles estimées par interpolation ou extrapolation. Pour la commune, le premier recensement exhaustif entrant dans le cadre du nouveau dispositif a été réalisé en 2005.

En 2022, la commune comptait 3 041 habitants, en évolution de +7,88 % par rapport à 2016 (Tarn : +2,52 %, France hors Mayotte : +2,11 %).
| 1793 | 1800 | 1806  | 1821  | 1831  | 1836  | 1841  | 1846  | 1851  |
| ---- | ---- | ----- | ----- | ----- | ----- | ----- | ----- | ----- |
| 843  | 921  | 1 229 | 1 104 | 1 178 | 1 136 | 1 221 | 1 134 | 1 154 |

| 1856  | 1861  | 1866  | 1872  | 1876  | 1881  | 1886  | 1891  | 1896  |
| ----- | ----- | ----- | ----- | ----- | ----- | ----- | ----- | ----- |
| 1 166 | 1 209 | 1 277 | 1 243 | 1 237 | 1 253 | 1 257 | 1 268 | 1 216 |

| 1901  | 1906  | 1911  | 1921  | 1926  | 1931  | 1936  | 1946  | 1954  |
| ----- | ----- | ----- | ----- | ----- | ----- | ----- | ----- | ----- |
| 1 254 | 1 196 | 1 226 | 1 151 | 1 192 | 1 231 | 1 209 | 1 186 | 1 185 |

| 1962  | 1968  | 1975  | 1982  | 1990  | 1999  | 2005  | 2006  | 2010  |
| ----- | ----- | ----- | ----- | ----- | ----- | ----- | ----- | ----- |
| 1 264 | 1 267 | 1 384 | 1 651 | 1 987 | 2 036 | 2 096 | 2 090 | 2 260 |

| 2015  | 2020  | 2022  | - | - | - | - | - | - |
| ----- | ----- | ----- | - | - | - | - | - | - |
| 2 787 | 2 971 | 3 041 | - | - | - | - | - | - |

| selon la population municipale des années : | 1968 | 1975 | 1982 | 1990 | 1999 | 2006 | 2009 | 2013 |
| Rang de la commune dans le département      | 39   | 39   | 35   | 31   | 29   | 31   | 29   | 24   |
| Nombre de communes du département           | 326  | 324  | 324  | 324  | 324  | 323  | 323  | 323  |

## Économie

### Revenus
En 2018, la commune compte 1 109 ménages fiscaux, regroupant 2 891 personnes. La médiane du revenu disponible par unité de consommation est de 22 620 € (20 400 € dans le département). 50 % des ménages fiscaux sont imposés (42,8 % dans le département).

### Emploi
|                | 2008  | 2013  | 2018  |
| -------------- | ----- | ----- | ----- |
| Commune        | 7,9 % | 8,6 % | 8,1 % |
| Département    | 8,2 % | 9,9 % | 10 %  |
| France entière | 8,3 % | 10 %  | 10 %  |

En 2018, la population âgée de 15 à 64 ans s'élève à 1 743 personnes, parmi lesquelles on compte 79,1 % d'actifs (71 % ayant un emploi et 8,1 % de chômeurs) et 20,9 % d'inactifs,. Depuis 2008, le taux de chômage communal (au sens du recensement) des 15-64 ans est inférieur à celui de la France et du département.
La commune fait partie de la couronne de l'aire d'attraction de Toulouse, du fait qu'au moins 15 % des actifs travaillent dans le pôle,. Elle compte 609 emplois en 2018, contre 582 en 2013 et 637 en 2008. Le nombre d'actifs ayant un emploi résidant dans la commune est de 1 247, soit un indicateur de concentration d'emploi de 48,8 % et un taux d'activité parmi les 15 ans ou plus de 60,7 %.
Sur ces 1 247 actifs de 15 ans ou plus ayant un emploi, 219 travaillent dans la commune, soit 18 % des habitants. Pour se rendre au travail, 82,5 % des habitants utilisent un véhicule personnel ou de fonction à quatre roues, 9,3 % les transports en commun, 3,9 % s'y rendent en deux-roues, à vélo ou à pied et 4,2 % n'ont pas besoin de transport (travail au domicile).

### Activités hors agriculture

#### Secteurs d'activités
252 établissements sont implantés  à Coufouleux au 31 décembre 2019. Le tableau ci-dessous en détaille le nombre par secteur d'activité et compare les ratios avec ceux du département,.
| Secteur d'activité                                                                                        | Commune | Commune | Département |
| Secteur d'activité                                                                                        | Nombre  | %       | %           |
| --- | ------- | ------- | ----------- |
| Ensemble                                                                                                  | 252     | 100 %   | (100 %)     |
| Industrie manufacturière, industries extractives et autres                                                | 31      | 12,3 %  | (13 %)      |
| Construction                                                                                              | 48      | 19 %    | (12,5 %)    |
| Commerce de gros et de détail, transports, hébergement et restauration                                    | 49      | 19,4 %  | (26,7 %)    |
| Information et communication                                                                              | 8       | 3,2 %   | (2,1 %)     |
| Activités financières et d'assurance                                                                      | 9       | 3,6 %   | (3,3 %)     |
| Activités immobilières                                                                                    | 12      | 4,8 %   | (4,2 %)     |
| Activités spécialisées, scientifiques et techniques et activités de services administratifs et de soutien | 31      | 12,3 %  | (13,8 %)    |
| Administration publique, enseignement, santé humaine et action sociale                                    | 39      | 15,5 %  | (15,5 %)    |
| Autres activités de services                                                                              | 25      | 9,9 %   | (9 %)       |

Le secteur du commerce de gros et de détail, des transports, de l'hébergement et de la restauration est prépondérant sur la commune puisqu'il représente 19,4 % du nombre total d'établissements de la commune (49 sur les 252 entreprises implantées  à Coufouleux), contre 26,7 % au niveau départemental.

#### Entreprises et commerces
Les cinq entreprises ayant leur siège social sur le territoire communal qui génèrent le plus de chiffre d'affaires en 2020 sont : 
- Sud Ouest Flaconnage - Soflac, fabrication de verre creux (13 840 k€)
- Freyssinet Aero Equipment, mécanique industrielle (10 600 k€)
- Societe Informatique De Gestion Maintenance Assistance Par Abreviation SIGMA - Sigma, programmation informatique (2 004 k€)
- MIH Construction, travaux de maçonnerie générale et gros œuvre de bâtiment (1 178 k€)
- FC, promotion immobilière de logements (380 k€)

### Agriculture
La commune est dans le Gaillacois, une petite région agricole au sous-sol argilo-graveleux et/ou calcaire dédiée à la viticulture depuis plus de 2000 ans, située dans le centre-ouest du département du Tarn. En 2020, l'orientation technico-économique de l'agriculture  sur la commune est la polyculture et/ou le polyélevage. 
|               | 1988  | 2000  | 2010  | 2020  |
| ------------- | ----- | ----- | ----- | ----- |
| Exploitations | 57    | 37    | 32    | 32    |
| SAU (ha)      | 1 811 | 1 606 | 1 757 | 1 690 |

Le nombre d'exploitations agricoles en activité et ayant leur siège dans la commune est passé de 57 lors du recensement agricole de 1988  à 37 en 2000 puis à 32 en 2010 et enfin à 32 en 2020, soit une baisse de 44 % en 32 ans. Le même mouvement est observé à l'échelle du département qui a perdu pendant cette période 58 % de ses exploitations,. La surface agricole utilisée sur la commune a également diminué, passant de 1811 ha en 1988 à 1690 ha en 2020. Parallèlement la surface agricole utilisée moyenne par exploitation a augmenté, passant de 32 à 53 ha.

## Culture locale et patrimoine

### Lieux et monuments
- Pont ferroviaire de Saint-Waast, construit en 1884 par Paul Séjourné sur la ligne de Montauban-Ville-Bourbon à La Crémade.
- Pont de Rabastens.
- Église de Saint-Vaast de Coufouleux (XIIe siècle).
- Église de Saint-Victor de Coufouleux.
- Église Saint-Pierre de Bracou de Coufouleux.
- Église Sainte-Quitterie de Sainte-Quitterie.
- Motte au lieu-dit la Tour. Une tradition orale rapporte l'existence d'un souterrain à proximité de la motte[58].

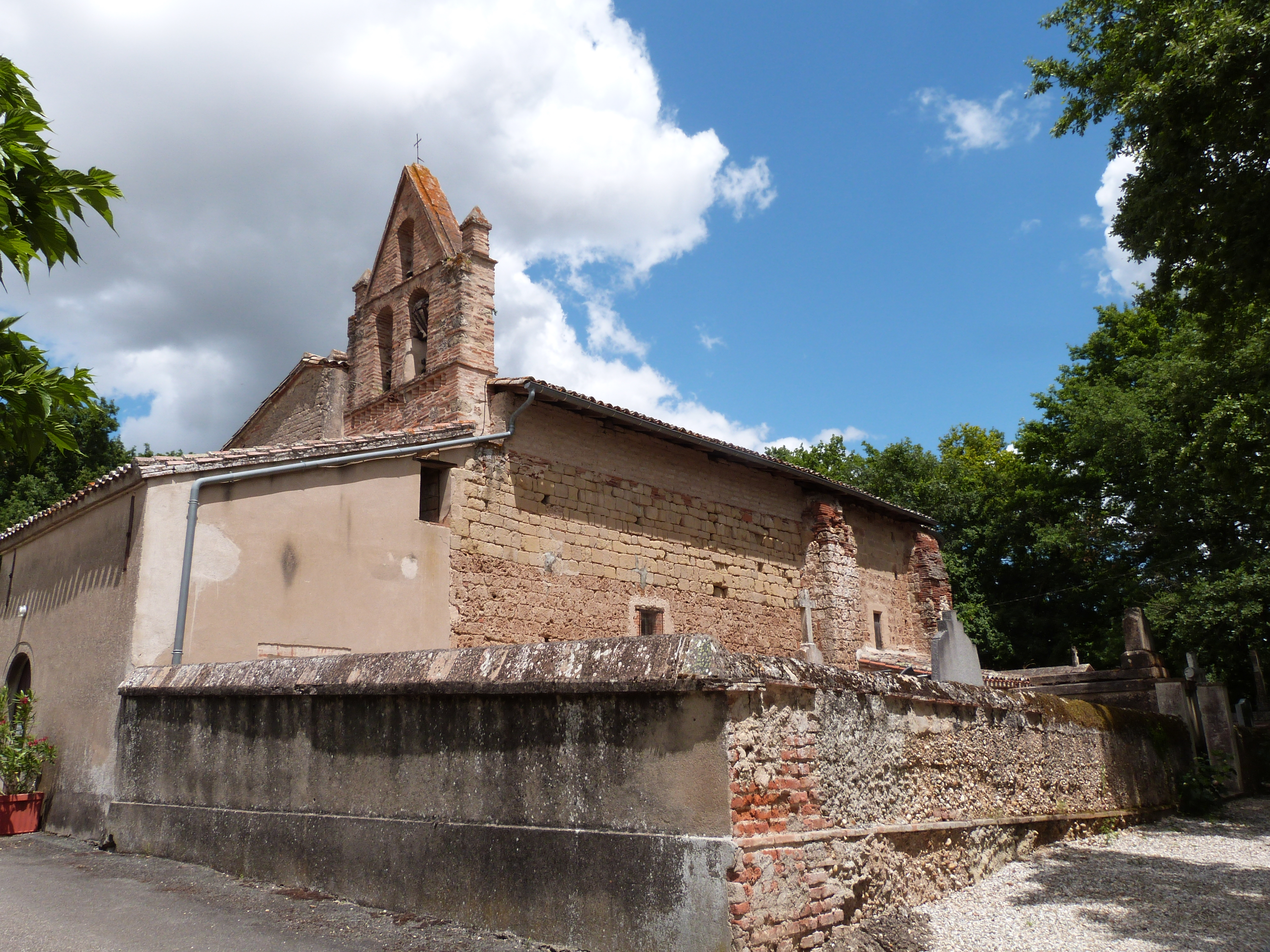
Église Saint-Vaast de Coufouleux.
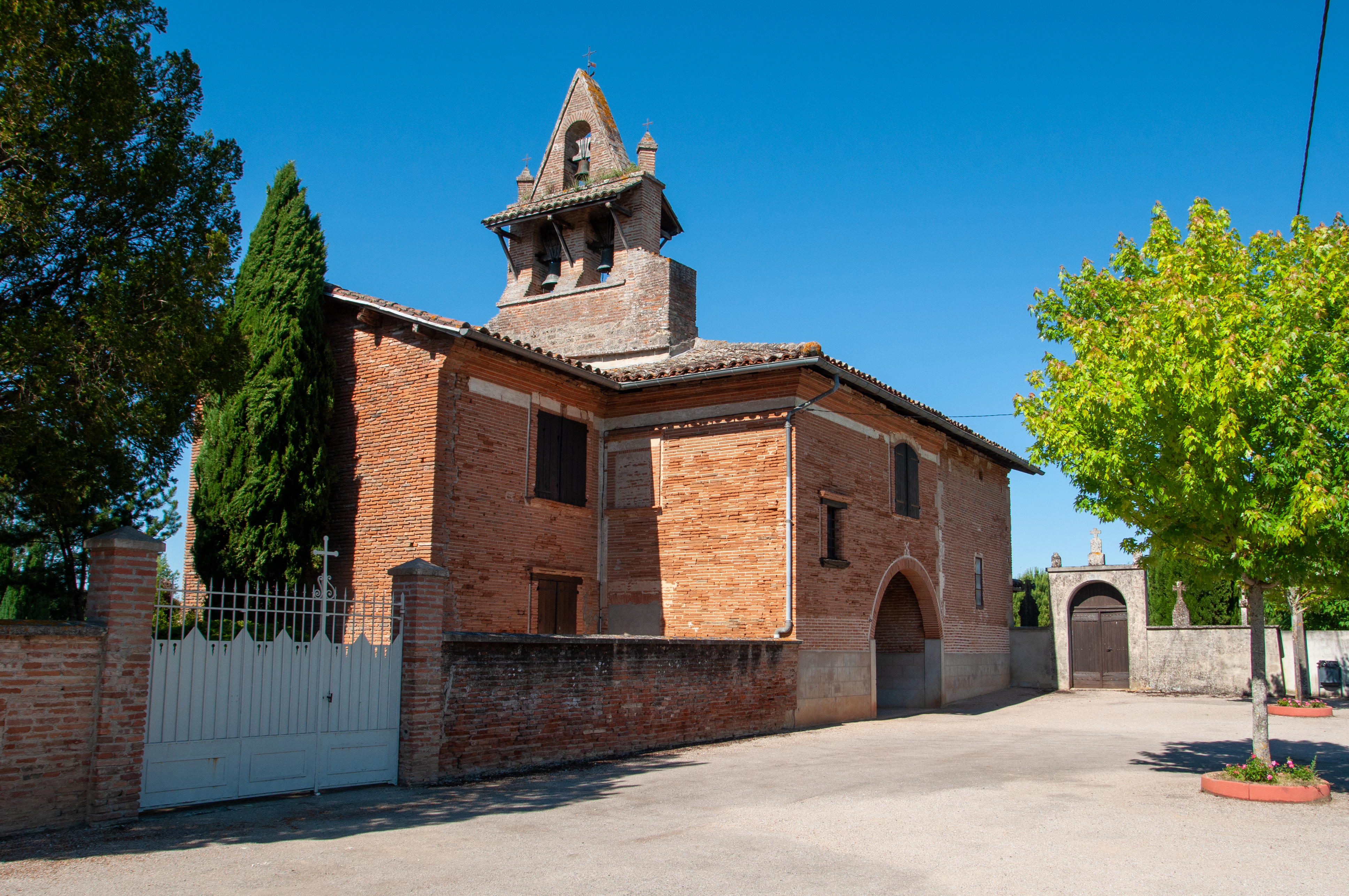
Église Saint-Pierre-de-Bracou de Coufouleux.

### Personnalités liées à la commune
- André Delfau (1920-1948), résistant français, compagnon de la Libération.

## Vie pratique

### Service public
Mairie de Couffouleux

### Enseignement

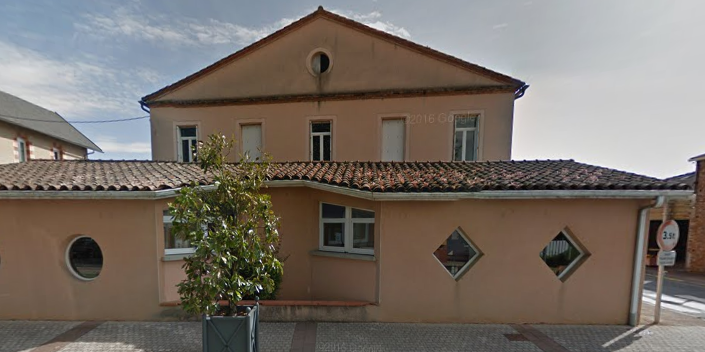
École maternelle

Coufouleux fait partie de l'académie de Toulouse.
L'éducation est assurée sur la commune par une école maternelle et une école primaire.

### Culture et festivités
Fête de la musique, théâtre, comité des fêtes, école de musique...

### Activités sportives
Hand-ball, rugby à XV, tennis, pétanque, gymnastique, arts martiaux, volley ball...

### Écologie et recyclage
La collecte et le traitement des déchets des ménages et des déchets assimilés ainsi que la protection et la mise en valeur de l'environnement se font dans le cadre d'un développement durable.

## Pour approfondir